# Розенфельд, Михаил Константинович
Михаил Константинович Розенфельд (Моисей; 21 июня (4 июля) 1906, Полтавская губерния — 27 мая 1942, Харьковская область) —  советский писатель-фантаст, сценарист и драматург, путешественник, журналист, фронтовой корреспондент.

## Биография
Учился в художественном училище в Ленинграде. В 1924 году переехал в Москву. В 1925—1940 гг. на журналистской работе, известный корреспондент газет «Смена» и «Комсомольская правда». Его называли «королём репортажа». Часто — во время праздников — вел радиопередачи с Красной площади.
В качестве советского корреспондента Михаил Розенфельд побывал в кругосветном путешествии, был во многих странах Европы, на КВЖД, Земле Франца-Иосифа, участвовал в шестнадцати экспедициях. Редакция посылала его участвовать в автопробегах и испытаниях аэросаней, летать на опытных аэростатах.
В 1930-х годах — автор сценариев.
Летом 1930 года в составе экспедиции Академии наук СССР он побывал в Монголии; из путевых записей родилась хроника путешествия «На автомобиле по Монголии» (1931). Принимал участие в экспедиции в Среднюю Азию (1932), посетил афганскую границу, участвовал в эпопее по спасению челюскинцев на ледоколе «Красин» (1934). За участие в экспедиции по спасению ледокола «Малыгин» (1933) награждён орденом Трудового Красного Знамени.
В 1934 году Розенфельд был принят в Союза советских писателей.
В качестве военного корреспондента участвовал в военных операциях в 1929 году в Манчьжурии, на Халхин-Голе, в Западной Белоруссии и Прибалтике, в Финляндии, работал в тылу у фашистов, за что был удостоен вторым, уже боевым орденом.
В 1938 году на транспортном корабле, доставлявшем продовольствие и оружие республиканцам, Розенфельд прибыл в воюющую Испанию — в Аликанте; он сумел добраться до осажденного франкистами Мадрида. С 22 декабря 1936 года в газетах начала публиковаться серия его очерков под общем названием «Рейс в Испанию».
В 30-е годы занимался киносценарной деятельностью. По оригинальному сценарию М. Розенфельда режиссёр Евгений Шнейдер в 1937 году снял на киностудии «СоюзДетФильм» художественный фильм «Ущелье Аламасов», а в 1940 году по сценарию М. Розенфельда и О. Брик снял на той же киностудии фильм «Случай в вулкане».
В самом начале Великой Отечественной войны Розенфельд ушёл добровольцем на фронт.  В 1942 стал спецкором «Красной Звезды». Приказом Войскам Юго-Западного фронта № 36/н от 22 февраля 1942 года писатель-старший литературный сотрудник отдела фронтовой жизни редакции газеты ЮЗФ «Красная Звезда» интендант 2-го ранга Розенфельд награждён орденом Красной Звезды.
Его последний материал, вышедший в 116 номере газеты «Красная звезда» за 20 мая 1942 года был посвящен ликвидации 208-го полка армии Вермахта на Харьковском направлении. Он писал о панических настроениях среди захваченных в плен фашистов, зверствах с их стороны по отношению к мирным жителям. 
Погиб в боях за Харьков при проведении Изюм-Барвенковской операции в 1942 году. Последний раз его видели близ станции Лихачёво (ныне находится в городе Первомайский) . Тогда же погиб и приехавший с ним на фронт Джек Алтаузен.

Переводчик Наум Гребнев в своих воспоминаниях описывает встречу с Розенфельдом днём 27 мая 1942 года возле деревни Лозовенька: 
«В этот день над полем под Лозовенькой постоянно висело самолетов тридцать или больше, немцы. Они не покидали небо до тех пор, пока их не сменяли другие эскадрильи, заправленные бомбами и пулеметными лентами. Бомбежка длилась весь день. Бомба или пуля непременно находила человека, лошадь или грузовик. Впрочем, все поле было изрезано балками, и поэтому те, что шли низом, подвергались меньшей опасности. Имея карты, мы знали, что надо в течение дня постараться выйти к восточной части кольца окружения и, когда стемнеет, попытаться прорваться к Донцу. В затишье накануне наступления к нам в часть приезжали два московских писателя, Джек Алтаузен и Михаил Розенфельд, побывали на батарее, беседовали с солдатами. Джек Алтаузен читал стихи, которые мне очень понравились. <...> Под вечер я встретил кого-то с нашей батареи, и он сказал: „Помнишь, приезжали писатели? Ты еще их спрашивал о чем-то. Оба убиты. Только что. Когда танки пошли“».
Имя Михаила Розенфельда высечено на памятной стеле в здании редакции «Комсомольской правды» (работа Эрнста Неизвестного) в числе погибших фронтовых корреспондентов.
Дочь — Жигалова (Розенфельд) Мариана Моисеевна (1937—1990). Окончила Литературный институт имени М.Горького, работала литературным редактором.

### Пьесы
- Необычайный рейс (1937)

### Романы
- Ущелье аламасов (1935)
- Морская тайна (1936) [12]

### Научно-популярные книги
- Песня старого Тайбо (1926)
- В глубинах морей (1930)
- В песках Кара-Кум (1930)
- Клад пустыни Кара-Кум (1930)
- За аркой границы (1930)
- Победители не торжествуют (1930)
- На автомобиле по Монголии (1931)
- Ледяные ночи (1934)

### Сценарии
- 1937 Ущелье Аламасов
- 1940 Случай в вулкане